# Финале Купа европских шампиона 1977.
Финале Европског купа 1977. је била фудбалска утакмица асоцијације одиграна између Ливерпула из Енглеске и Борусије Менхенгладбах из Западне Немачке. Утакмица је играна 25. маја 1977. на Олимпијском стадиону у Риму, Италија (место одржавања је одлучио у Берну Извршни комитет УЕФА 17. септембра 1976). Референтни догађај био је финални меч сезоне 1976–77 у првом европском куп такмичењу, Европском купу. Оба тима су се појавила у свом првом финалу Купа Европе, иако су се две стране претходно састале у финалу Купа УЕФА 1973., које је Ливерпул победио укупним резултатом у две утакмице са 3-2.
Сваки од клубова финалиста је морао да прође кроз четири кола да би стигао до финала. Утакмице су се водиле у два меча, са мечом на домаћем терену сваког тима. Ливерпулове победе су варирале од блиских до удобних победа. Победили су вицешампиона претходне сезоне Сент Етјен са једним голом у две утакмице, док су у полуфиналу савладали ФК Цирих укупним резултатом 6–1. Пут Борусије Менхенгладбах до финала био је тежи, све осим једне њихове нерешене утакмице су добијене са разликом од само једног гола.
Гледан од 52.078 гледалаца, Ливерпул је рано повео преко Терија Мекдермота, али је Алан Симонсен изједначио за Менхенгладбах почетком другог полувремена. Ливерпул је повратио вођство средином другог полувремена голом Томија Смита главом. Пенал који је извео Фил Нил обезбедио је Ливерпулу победу у мечу са 3–1 и тако обезбедио свој први Куп Европе. Победа је била годину дана након што су освојили Куп УЕФА, што је значило да је Боб Пејсли постао први менаџер који је освојио Куп УЕФА и Куп Европе у узастопним сезонама.

## Пут до финала

### Ливерпул
| Коло         | Противник   | Прва ут. | Друга ут | Збирни резултат |
| ------------ | ----------- | -------- | -------- | --------------- |
| Прво коло    | Крусејдерс  | 2–0 (д)  | 5–0 (г)  | 7–0             |
| Друго коло   | Трабзонспор | 0–1 (г)  | 3–0 (д)  | 3–1             |
| Четвртфинале | Сент Етјен  | 0–1 (г)  | 3–1 (д)  | 3–2             |
| Полуфинале   | Цирих       | 3–1 (г)  | 3–0 (д)  | 6–1             |

Ливерпул је био актуелни шампион Купа УЕФА, пошто је победио белгијски Клуб Бриж резултатом 4–3 и освојио Куп УЕФА 1975–76. Ливерпул је ушао у такмичење као шампион Енглеске пошто је освојио Прву дивизију фудбалске лиге 1975–76. У првом колу су играли против Миновс крусејдерса, шампиона Северне Ирске. Прва утакмица је била домаћа утакмица на Енфилду, коју је Ливерпул добио резултатом 2:0 захваљујући голу из пенала Фила Нила и гола Џона Тошака. У реваншу, у гостима, на стадиону Сивју, победио је Ливерпул резултатом 5-0. Међутим, четири њихова гола су постигнута у року од девет минута након завршетка меча, због чега је резултат изгледао више једностраним него што је меч заправо био. Ливерпул је победио у укупном скору са 7-0. У другом колу играо је против турског шампиона Трабзонспора. Прва утакмица је одиграна у Трабзону на стадиону Хусеин Авни Акер. Црвени нису успели да избегну пораз тамо када је турској страни досуђен једанаестерац средином другог полувремена, који је на крају испао и победнички гол,а 1-0. Ливерпул се у реваншу на Енфилду опоравио и са три гола почетком првог полувремена означила коначну побрду у том мечу резултатом 3–0, а укупном скору резултатом од 3–1, и напредовали у четвртфинале.
Противник Ливерпула у четвртфиналу био је прошлогодишњи поражени финалисти, Сент Етјен из Француске. Прва утакмица је била на Стаде Жофроа Гишар. Као и у претходном колу, Ливерпул је изгубио у гостима са 1-0. Реванш на Енфилду се сматра једним од најупечатљивијих европских мечева Ливерпула. Ливерпул је постигао гол у другом минуту меча преко Кевина Кигана и изједначио резултат. Почетком другог полувремена Сент Етјен је изједначио преко Доминика Батенеја. Гол је значио да је резултат од 2–1 у корист француског тима и због правила голова у гостима, Ливерпул је морао да постигне два гола да би прошао у полуфинале. Ливерпул је поново постигао гол средином другог полувремена и стигао до укупног резултата од 2-2. На 18 минута до краја, Дејвид Ферклаф је заменио Џона Тошака. После 12 минута на терену, „суперсуб” је поново ударио. Ливерпул је победио у мечу резултатом 3–1 и укупним скором од 3–2 и прошао у полуфинале. Полуфинални противници Црвених били су шампиони Швајцарске ФК Цирих. Прву утакмицу на Лецигрунду је Ливерпул добио резултатом 3–1, након што су на почетку имали гол заостатка. Ливерпул је победио у реваншу на Енфилду резултатом 3–0 да би са укупним скором од 6–1, обезбедио своје учешће у финалу.

### Борусија Менхенгладбах
| Коло         | Противник    | Прва ут. | Друга ут. | Збирни резултат |
| ------------ | ------------ | -------- | --------- | --------------- |
| Прво коло    | Аустрија Беч | 0–1 (г)  | 3–0 (д)   | 3–1             |
| Друго коло   | Торино       | 2–1 (г)  | 0–0 (д)   | 2–1             |
| Четвртфинале | Клуб Бриж    | 2–2 (д)  | 1–0 (г)   | 3–2             |
| Полуфинале   | Динамо Кијев | 0–1 (г)  | 2–0 (д)   | 2–1             |

Менхенгладбах се квалификовао за учешће у такмичењу као резултат првог места у Бундеслиги 1975–76. и самим тим титулт шампиона Немачке. Противник у првом колу били су аустријски шампиони Аустрија Беч. Прва утакмица у гостима је била на стадиону Франц Хор у Бечу и завршена је победом Аустрије Беч резултатом од 1–0. У реваншу на стадиону Бекелберг, Менхенгладбах је победио са 3–0 захваљујући головима Улија Ђтиликеа, Рајнера Бонхофа и Јупа Хајнкеса. Укупна победа од 3-1 значила је да ће се у другом колу суочити са италијанским шампионом Торином.  Борусија је победила у првом мечу у гостима на стадиону Олимпик Гранде Торино резултатом 2–1. Реванш је завршио резултатом 0–0, што им је било довољно да прођу у четвртфинале захваљујући укупној победи од 2–1.
Гладбахов противник у четвртфиналу био је шампион Белгије Клуб Бриж. У првој утакмици на Бекелбергштадиону Борусија је примила два гола у првом полувремену. Међутим, постигли су два гола у другом полувремену захваљујући Кристијану Кулику и Алану Симонсену и обезбедили нерешено 2–2. Упркос томе, Клуб Бриж је био у предности јер су имали два гола у гостима. Немачка екипа је знала да мора да постигне гол у реваншу на стадиону Јан Брејдел у Брижу да би имала шансе да прође у полуфинале. Прво полувреме протекло је без голова, а за шест минута до краја другог полувремена Вилфрид Ханес је постигао гол који је био потребан Борусији. Утакмица је завршена резултатом 1–0, а укупна победа од 3–2 значила је да су прошли у полуфинале. Њихова опозиција је био совјетски шампион Динамо Кијев. Прву утакмицу на Централном стадиону победио је домаћин Динамо резултатом 1:0, па је Гладбах поново морао да постигне гол у реваншу да би остао у такмичењу. Средином другог полувремена, Рајнер Бонхоф је постигао гол за нерешен резултат 1–1 укупан резултат. Са осам минута до краја и нерешеним резултатом продужетака, Ханс Јирген Виткамп је постигао гол и донео Борусији предност од два гола. Резултат је до краја утакмице остао непромењен, а Менхенгладбах је прошао у своје прво финале Европског купа са укупним резултатом од 2-1.

## Утакмица

### Детаљи
Финале 1977. је било прво појављивање у званичној утакмици за Ливерпул и Менхенгладбах. Клубови су се и раније сусрели у финалу другог европског такмичења: двомечу финала Купа УЕФА 1973., које је Ливерпул добио укупним резултатом 3–2. Иако је ово било прво финале Европског купа за оба клуба, оба су освојила европска такмичења. Поред победе у Купу УЕФА над Менхенгладбахом, Ливерпул је претходне сезоне освојио Куп УЕФА, победивши Клуб Бриж са 4-3 укупним резултатом. Борусија је била успешна у Купу УЕФА 1974–75, победили су ФК Твенте из Холандије са 5–1 укупним резултатом.
Ливерпул је ушао у меч пошто је управо поново крунисан титулом шампиона Енглеске. Освојили су Фудбалску лигу 1976–77 по тада рекордни десети пут, са једним бодом више од Манчестер ситија и Ипсвич Тауна. Ливерпул је такође прошао у финале ФА купа 1976–77 против Манчестер јунајтеда, дајући им прилику да освоје до тада невиђени троструки трофеј Лиге, ФА купа и Европског купа. Међутим, није било тако јер је Ливерпул изгубио финале ФА купа са 2–1. Борусија је ушла у меч као шампион Немачке. Освојили су Бундеслигу 1976–77 за један бод више од Шалкеа и Ајнтрахта Брауншвајга. Борусија је имала за циљ да постане други немачки тим који је освојио Европски куп након што је Бајерн Минхен победио у три претходна финала.
Прва шанса на мечу припала је Гладбаху, Рајнер Бонхоф је погодио стативу. У 24. минуту повредио се играч Борусије Херберт Вимер и морао је да га замени Кристијан Кулик. Три минута касније Ијан Калаган је освојио лопту на средини терена и додао до Стива Хајвеја на десном крилу. Хајвеј је пресекао са крила и додао у простор за Терија Мекдермота који је постигао први гол на утакмици. Борусија је почела да више утиче на игру након гола Ливерпула, али није успела да дође до изједначења до краја првог полувремена.
Седам минута после рестарта Немци су изједначили. Залутали пас Џимија Кејса покупио је Алан Симонсен, који је кренуо ка голу и постигао погодак за поравнање на 1–1. Неколико тренутака касније, Ливерпул је помислио да је изборио пенал када је изгледало да је Кевин Киган оборен од стране Бертија Вогтса, међутим, судија је само махнуо да се игра настави. Пет минута после њиховог гола Симонсен је центрирао лопту са крила, дочекао ју је Ули Штилике чији је ударац одбранио голман Ливерпула Реј Клеменс. Два минута касније Ливерпул је поново дошао до вођства. Освојили су корнер на левој страни терена, а Хајвеј је убацио лопту у шеснаестерац. На ближој стативи га је дочекао Томи Смит чији је ударац главом донео Ливерпулу вођство од 2–1 у његовом 600. наступу за клуб. Убрзо након тога, изгледало је да је Бонхоф срушио Хајвеја у шеснаестерцу, али је судија поново показао да се игра. Међутим, у 82. минуту Ливерпулу је досуђен пенал када је Вогтс поново оборио Кигана. Фил Нил је постигао гол из пенала и довео Редсе у вођство од 3–1. Више голова није постигнуто и Ливерпул је освојио свој први Куп Европе.
| Ливерпул                                  | 3–1      | Борусија Менхенгладбах |
| ----------------------------------------- | -------- | ---------------------- |
| Мекдермот 28’ · Смит 65’ · Нил 83’ (пен.) | Извештај | Симонсен 51’           |

| Ливерпул | Борусија Менхенгладбах |

| GK               | 1  | Реј Клеменс    |
| DF               | 2  | Фил Нил        |
| DF               | 3  | Џои Џонс       |
| DF               | 4  | Томи Смит      |
| MF               | 5  | Реј Кенеди     |
| DF               | 6  | Емлин Хјуз (c) |
| FW               | 7  | Кевин Киган    |
| MF               | 8  | Џими Кејс      |
| FW               | 9  | Стив Хајвеј    |
| MF               | 10 | Ијан Калаган   |
| MF               | 11 | Тери Мекдермот |
| Резервни играчи: |    |                |
| FW               | 12 | Дејвид Ферклог |
| GK               | 13 | Питер Мекдонел |
| FW               | 14 | Дејвид Џонсон  |
| FW               | 15 | Алан Вадл      |
| DF               | 16 | Алек Линдзи    |
| Менаџер:         |    |                |
| Боб Пејсли       |    |                |

| GK               | 1  | Волфганг Кнајб      |     |     |
| DF               | 2  | Берти Фогтс (c)     |     |     |
| DF               | 3  | Ханс Клинкхамер     |     |     |
| DF               | 4  | Ханс Јирген Виткамп |     |     |
| MF               | 5  | Рајнер Бонхоф       |     |     |
| MF               | 6  | Хорст Волер         |     | 79’ |
| FW               | 7  | Алан Симонсен       |     |     |
| MF               | 8  | Херберт Вимер       |     | 24’ |
| MF               | 9  | Ули Штилике         | 86’ |     |
| DF               | 10 | Франк Шафер         |     |     |
| FW               | 11 | Јуп Хајнкенс        |     |     |
| Резервни играчи: |    |                     |     |     |
| MF               | 12 | Кристијан Кулик     |     | 24’ |
| MF               | 15 | Вилфрид Ханес       |     | 79’ |
| Менаџер:         |    |                     |     |     |
| Удо Латек        |    |                     |     |     |